# トラヴィス・ドッド
トラヴィス・ドッド（Travis Dodd, 1980年1月6日 - ）は、オーストラリア・南オーストラリア州アデレード出身の同国代表の元サッカー選手。アボリジニ。

## 経歴
オーストラリア南オーストラリア州アデレードで生まれると、ユース時代は1996年にオーストラリア国立スポーツ研究所に籍を置きプレー。
アデレード・シティFCで16歳281日とNSL史上4番目の若さでデビュー。2003年のフットボール・キングズFC戦でNSL史上5人目となる途中出場でハットトリックを達成し、4-1で勝利した。2003-04シーズン終了に伴いNSLが消滅すると、国外にプレーする場を移し、マレーシアのジョホールSC, ギリシャのパニオニオスGSSに所属した。パニオニオス時代は監督交代により滞在は短いものとなり、リーグ戦4試合, UEFAカップ 2004-05はイタリアのウディネーゼ・カルチョ相手にゴールを決めた試合を含め、5試合に出場した。

### アデレード.U
2005年、地元のアデレードへ戻りアデレード・ユナイテッドFCと契約すると、同2005-06シーズンのAリーグを制した。2007年5月23日、AFCチャンピオンズリーグ2007ドンタム・ロンアンFC戦でオーストラリア人初となるハットトリックを決めると、そのパフォーマンスから鹿島アントラーズが獲得に興味を示した。
2008年7月にマイケル・ヴァルカニスからキャプテンマークを引き継ぎ、2003年のクラブ創設時から4番目のキャプテンとなった。このシーズンは、FIFAクラブワールドカップ2008開幕戦ニュージーランドのワイタケレ・ユナイテッド戦でのゴールを含め、MFながら11ゴールを記録。また、リーグ戦第1節のパース・グローリーFC戦でクラブ史上初の通算出場100試合を達成すると、この試合唯一となるゴールを決め1-0で勝利を飾った。

### パース
2011年3月11日、2年契約・3年目に延長すると20万ドルが追加で支払われるオプション付きでパース・グローリーに加入した。

## 代表
2006年8月16日、シドニー・フットボール・スタジアムで行われたAFCアジアカップ2007・クウェート戦でオーストラリア代表デビューすると、先制ゴールを決め2-0で勝利した。また、このゴールはアボリジニ出身のオーストラリア代表選手として初めてのことだった。